# Товариство математиків, фізиків і астрономів Словенії
Товариство математиків, фізиків і астрономів Словенії (словен. Društvo matematikov, fizikov in astronomov Slovenije, DMFA) — головне словенське товариство в галузі математики, фізики та астрономії.
Товариство займається педагогічною діяльністю та популяризацією математики, фізики, астрономії та організацією олімпіад на всіх рівнях навчання.
Воно займається публіцистичною та редакційною діяльністю, видає газету «Obzornik za matematiko in fiziko» (Огляд математики і фізики), журнал для середніх шкіл «Presek» (Переріз), збірку літератури «Sigma» та інші видання.
Товариство співпрацює з Європейським математичним товариством, Європейським фізичним товариством та іншими спорідненими організаціями по всьому світу.